# NGC 1352
NGC 1352 is een lensvormig sterrenstelsel in het sterrenbeeld Eridanus. Het hemelobject werd op 11 december 1835 ontdekt door de Britse astronoom John Herschel.

## Synoniemen
- PGC 13091
- ESO 548-30
- MCG -3-10-2
- NPM1G -19.0148